# Anders-Perssjön
Anders-Perssjön är en sjö i Alingsås kommun i Västergötland och ingår i Göta älvs huvudavrinningsområde. Sjön är 6,5 meter djup, har en yta på 0,003 kvadratkilometer och är belägen 150 meter över havet.